# Кускем
 Кускем  — деревня в Балтасинском районе Татарстана. Входит в состав Кугунурского сельского поселения.

## География
Находится в северо-западной части Татарстана на расстоянии приблизительно 27 км на север-северо-восток по прямой от районного центра поселка Балтаси у речки Кугуборка.

## История
Основана в XVII веке.

## Население
Постоянных жителей было: в 1746 году- 18, в 1763 — 26, в 1795 — 42, в 1811 — 33 души мужского пола, в 1859—179, в 1884—197, в 1905—235, в 1920—257, в 1926—240, в 1949—170, в 1958—110, в 1970 — 57, в 1979 — 45, в 1989 — 53, в 2002 году 51 (удмурты 80 %), в 2010 году 49.